# Barsauma le Syrien
Ne doit pas être confondu avec Barsauma de Nisibe.
Barsauma le Syrien, en grec Βαρσοῦμας, né près de Samosate et mort en 456, est un moine de langue syriaque, l'un des principaux opposants au concile de Chalcédoine de 451. Il fait l'objet d'une biographie en syriaque composée environ un siècle après sa mort. Il est considéré comme un saint par les orthodoxes orientaux.

## Biographie
Barsama est fils d'une Sakyâ, il est l'élève d'un moine venu de Constantinople. Vers l'an 400, il se rend en pèlerinage à Jérusalem puis rentre à Samosate et adopte un mode de vie ascétique. Barsauma est responsable de la destruction de nombreux temples et synagogues juives entre 418 et 423. Selon sa biographie, lorsqu'il visite la synagogue de Rabba (Aréopolis), ses portes s'ouvrent miraculeusement et la synagogue est incendiée.
Le 2 janvier 423, l'empereur byzantin Théodose II rappelle dans une loi les lois précédentes destinées à protéger les synagogues juives, et les disciples de Barsauma cessent de détruire des synagogues. Son épouse est Eudoxie, née Athénaïs et élevée dans une famille païenne - elle s'est convertie en 421, juste avant son mariage.
En 438, l'impératrice Eudoxie fait un pèlerinage en Terre sainte à l'invitation de Mélanie la Jeune, fondatrice de l'Apostoleion. Elle prononce un discours remarqué à Antioche, où son oncle Asclépiodote est grand éparque (préfet). Elle autorise les juifs à retourner prier sur le mont du Temple,. L'ermite Siméon le Stylite écrit alors à l'empereur pour exprimer son mécontentement, et Barsauma retourne à Jérusalem. En octobre 438, lors de la fête de Souccot, une vingtaine de ses moines lapident les juifs qui prient dans les ruines du temple de Jérusalem, tuant beaucoup d'entre eux. Ils sont arrêtés et jugés devant Eudoxie, mais Barsauma clame leur innocence, affirmant que les pierres ont été jetées du ciel. Les chrétiens se réunissent en nombre à Jérusalem et suscitent une émeute, criant « La Croix a vaincu ! » Les disciples de Barsauma sont finalement acquittés par le gouverneur de Césarée.
Le 31 janvier 439 est proclamée une loi défavorable aux Juifs dans le Code de Justinien, qui interdit aux Juifs tous les honneurs et dignités et de récupérer leurs anciennes synagogues ou d'en reconstruire. Peu après son retour à la cour impériale, Eudoxie est répudiée.
En août 449, l'évêque Juvénal de Jérusalem reçoit Barsauma au deuxième concile d'Éphèse, qui proclame le monophysisme. C'est le seul moine du concile, il est imposé par deux lettres louangeuses de l'empereur Théodose II. Après le concile de Chalcédoine en 451, qui rejette le deuxième concile d’Éphèse, renommé brigandage d'Éphèse (le Latrocinium), Barsauma est retenu une année à Constantinople. Le nouvel empereur Marcien et ses évêques rendent Barsauma responsable des conclusions du concile d’Éphèse, avec Dioscore Ier, patriarche d'Alexandrie, et il est poursuivi. Il meurt à la fin de l'année 457.